# Mirna (Slovenia)
Mirna è un comune di 2.666 abitanti della Slovenia meridionale. È stato ricreato nel 2011 staccando 22 insediamenti (naselja) dal territorio del comune di Trebnje a cui era stato unito nel 1959.
Dal 1941 al 1943, durante l'occupazione italiana, ha fatto parte della Provincia di Lubiana come comune autonomo.